# Феретіма
Феретіма (дав.-гр. Φερετίμη, ? — Феретіма) — державна діячка Кирени, регент у 517–515 роках до н. е.

## Життєпис
Відомо, що її батьки були аристократами й походили або з Пелоппонеського півострова, або з Криту. За правління киренського царя Аркесілая II вийшла заміж за його сина Батта, який пізніше став правителем Кирени (550—530 рр. до н. е.) Мала від нього сина та доньку.
Після смерті чоловіка у 530 році до н. е. допомагала синові Аркесілаю III в урядуванні. Після повалення останнього у 518 році до н. е. Феретіма подалася на о. Кіпр до царя міста Саламін Евельфона. Вона намагалася отримати від нього військо для відновлення влади сина у Кирені, проте не досягла успіху.
Після відновлення Аркесілая III на троні повернулася до Кирени. У 517 році до н. е., коли цар перебрався до міста Барка, призначена намісником у Кирені. У 515 році до н. е. сина Феретіми було вбито й вона втекла разом з онуком Баттом до Єгипту. Там вона отримала військо та флот від перського сатрапа Арисанда. В ході військової кампанії перське військо хитрістю захопило м. Барку, а потім підкорило всю Киренаїку (Кирену, Аполлонію та Евесперіди).
Феретіма, встановивши та зміцнивши владу Баттіадів, передала трон онукові Батту IV, а сама повернулася до Єгипту. Рік її смерті невідомий.

## Родина
Чоловік — Батт III.
Діти:
- Аркесілай III, цар Кирени у 530–515 роках до н. е.
- Ладіка, дружина Яхмоса II, фараона Єгипту